# Negación de la Diáspora
La negación de la diáspora (en hebreo שלילת הגלות, shlilat ha'galut, o שלילת הגולה, shlilat ha'golah) es una aceptación central en todas las corrientes del sionismo. El concepto anima la dedicación de la empresa sionista y se utiliza para justificar la negación de la viabilidad de la emancipación judía en la Diáspora. La vida en la Diáspora llevaría a la discriminación y a la persecución o a la decadencia nacional y la asimilación. Una formulación más moderada indica que los judíos como pueblo no tienen futuro sin un "centro espiritual" en la Tierra de Israel.

## Antes de 1948
Según Eliezer Schweid, a principios del siglo XX, Yosef Haim Brenner y Micha Josef Berdyczewski defendieron una forma extrema del concepto. En su obra literaria, Brenner describe a los judíos en la Zona de Asentamiento como pobres, mental, moral y espiritualmente desfigurados, aterrorizados, humillados, desorientados, sin una visión realista de la vida, deprimidos, despreciados, desaliñados, faltos de gusto, poco dispuestos a defender contra la violencia, desesperados y sintiéndose al mismo tiempo inferiores y parte de un "Pueblo Elegido". Según Schweid, Brenner pensó que esa desesperación era buena, ya que dejaría al sionismo como su única opción.
Yehezkel Kaufmann veía a los judíos de la diáspora como asimilados territorialmente, segregados religiosamente y, en otros aspectos, semiasimilados, e incluso sus lenguas judías eran a menudo una mezcla de hebreo y la lengua local. Kaufmann consideraba que esta cultura de la diáspora era defectuosa, deforme, pobre y restringida. Aunque los judíos podían asimilarse más fácilmente ahora que los guetos judíos habían sido abolidos y las culturas más grandes se estaban volviendo más seculares, las culturas europeas siguieron siendo esencialmente cristianas.

## Después de 1948
Según Schweid, aproximadamente desde 1970, la idea de la negación de la Diáspora fue eliminada de las premisas básicas que guiaban la educación nacional en Israel. Una razón para esto fue la necesidad del Estado de Israel de "reconciliarse" con los Judíos de la Diáspora.
En 2007, el gobierno israelí inició una campaña para alentar a los judíos de la antigua Unión Soviética en Alemania a emigrar a Israel, con el fin, según la decisión del Gabinete israelí, de "contrarrestar [su] peligrosa asimilación".
La posición anti-diáspora está presente en la literatura israelí hasta el día de hoy, siendo Abraham B. Yehoshúa el principal de esta corriente sentimental; Yehoshua a menudo ha sido registrado o citado como crítico del judaísmo de la diáspora por no ser auténtico y desarraigado en comparación con el judaísmo israelí, y por considerar que la existencia de la diáspora teñida de judaísmo es sofocante para la identidad y la convivencia de la cultura judía secular.